# Kerstenhausen
Kerstenhausen est un petit village de 600 habitants environ (en 2006), situé au centre de l’Allemagne (dans le Land d’Hessen) dépendant de la commune de Borken.

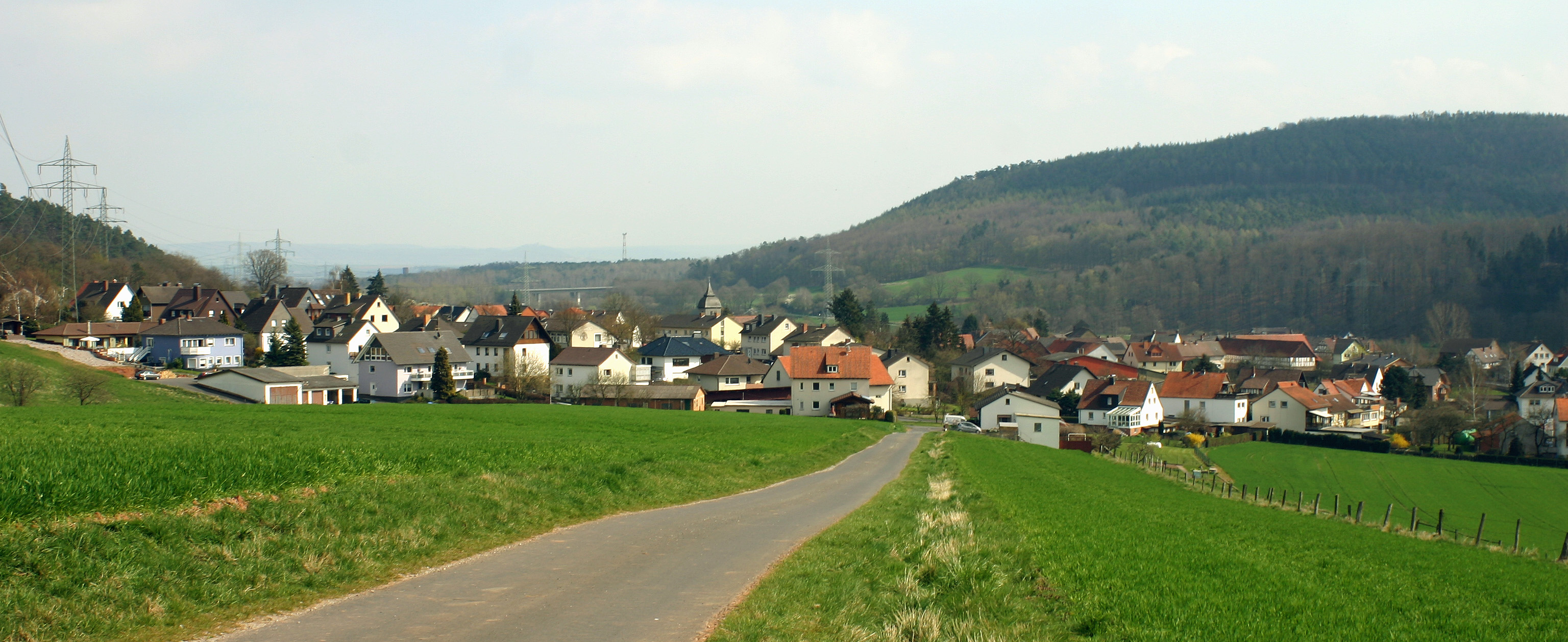
Vue sur Kerstenhausen

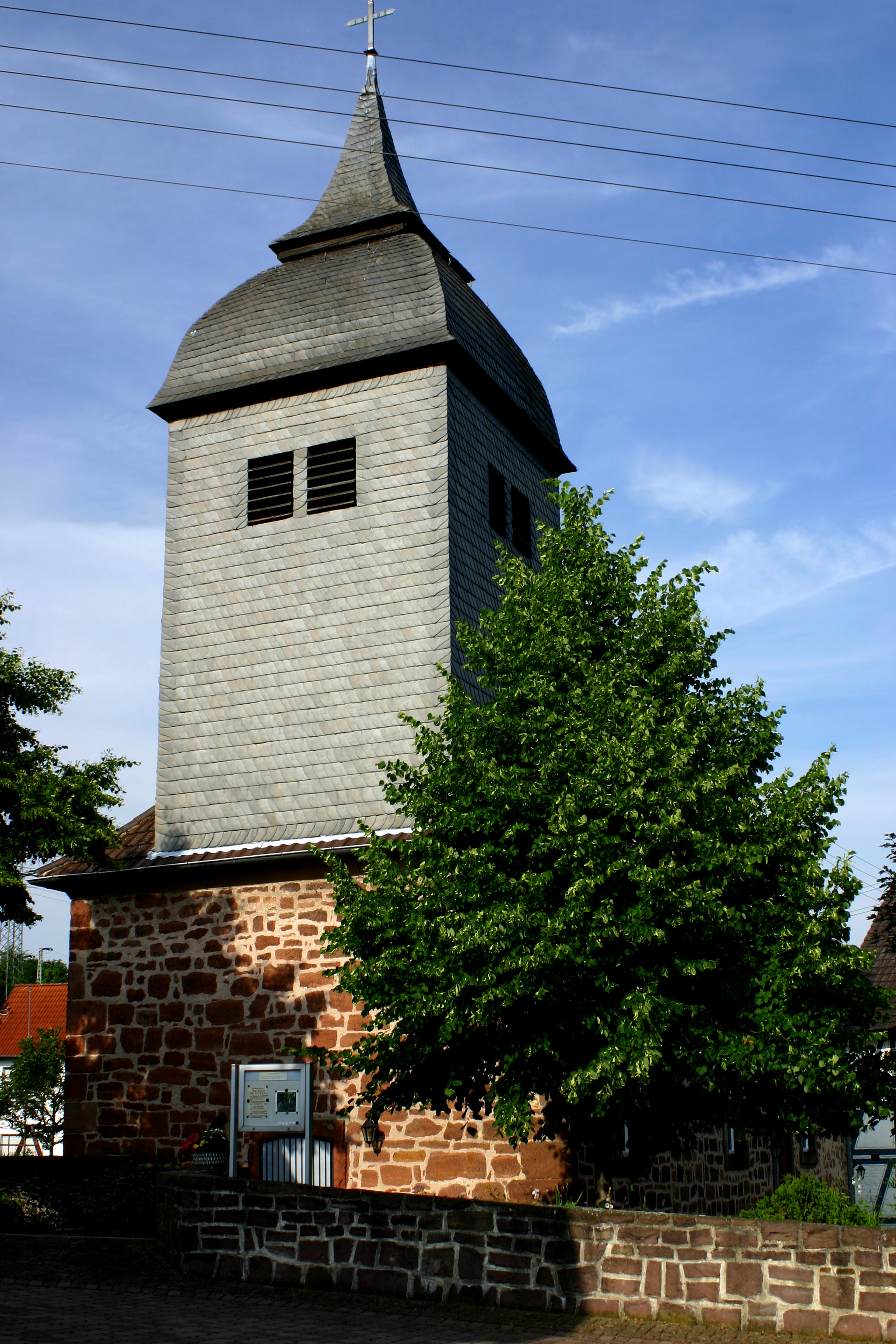
L'église construite en 1742

## Histoire
Cette petite localité n’est pas mentionnée systématiquement dans l’histoire médiévale mais apparaît subitement dans un acte seigneurial datant de 1044. La localité est alors dénommée « Christinehysen ». C’est donc par cet acte, conservé aujourd’hui dans les archives d’État de Lucerne, que naît le village qui a aujourd’hui plus de 1 000 ans.
C’est au cours de l'année 1344, selon un document officiel qu’est bâtie l’église dite « Margarethenkirche » dont il ne reste plus, de nos jours, que quelques ruines situées près de l'Arnsbach (rivière bordant le village).
En 1742 une nouvelle église, protestante, est bâtie au centre du village. Une transformation de l'espace intérieure de celle-ci a lieu en 1864.
Jusqu'à l'ouverture du chemin de fer à Borken au cours de l'année 1850, se trouvait dans Kerstenhausen un relai des postes important. En effet, le village se situe sur l’une des plus anciennes routes de poste allemande. Déjà au Moyen Âge il est fait mention de cette route alors nommée la Frankfurter-Cassel du fait qu’elle reliait du nord au sud les villes de Cassel et de Francfort.
Au début du XIXe siècle, Kerstenhausen appartenait au Royaume de Westphalie lorsque le gouvernement français, à la suite des invasions napoléoniennes, ordonna la mise en place de relais de poste sur la route Cassel - Francfort. Le plus important de ces relais fut installé à Kertenhausen. Après le Congrès de Vienne et la chute de l’Empire, l’implantation du relais fut confirmée.
Avec la création de la ligne de chemin de fer « Main-Weser-rail », le village a perdu son statut de halte pour les voyageurs et commerçants et l’implantation d’un relais postal n’était plus justifiée.